# Leila Piccard
Leila Piccard, francoska alpska smučarka, * 11. januar 1971, Les Saisies, Francija.
Nastopila je na olimpijskih igrah 1994 in 1998 ter obakrat odstopila v slalomu in veleslalomu. Na svetovnih prvenstvih je nastopila štirikrat in v veleslalomu leta 1997 osvojila bronasto medaljo. V svetovnem pokalu je tekmovala devet sezon med letoma 1992 in 2000 ter dosegla eno zmago in še štiri uvrstitve na stopničke. V skupnem seštevku svetovnega pokala je bila najvišje na trinajstem mestu leta 1998.
Njeni sorojenci Franck Piccard, Ian Piccard, Ted Piccard in Jeff Piccard so bili prav tako alpski smučarji.